# Wedefit Gesgeshi Woude Enat Ityopya
Wodefit Gesgeshi, Widd Innat Ityopp’ya (amharique : ወደፊት ገስግሺ ውድ እናት ኢትዮጵያ ; « Marche vers l'avant, chère Mère Éthiopie ») est l'hymne national éthiopien,.
Il fut instauré en 1992, à la suite de la chute du régime de Mengistu, et en remplacement de l'ancien hymne Ityopya, Ityopya, Ityopya qidemi. Les paroles sont de Solomon Lulu Mitiku et la musique de Dereje Melaku Mengesha.

## Paroles

### Paroles officielles en amharique
| Alphasyllabaire guèze | Latin amharique | Cyrillique amharique | Transcription API |
| --- | --- | --- | --- |
| የዜግነት ፡ ክብር ፡ በኢትዮጵያችን ፡ ጸንቶ ፣ ታየ ፡ ሕዝባዊነት ፡ ዳር ፡ እስከዳር ፡ በርቶ ። ለሰላም ፣ ለፍትሕ ፣ ለሕዝቦች ፡ ነጻነት ፣ በእኩልነት ፡ በፍቅር ፡ ቆመናል ፡ ባንድነት ። መሠረተ ፡ ጽኑ ፡ ሰብእናን ፡ ያልሻርን ፣ ሕዝቦች ፡ ነን ፡ ለሥራ ፡ በሥራ ፡ የኖርን ። ድንቅ ፡ የባህል ፡ መድረክ ፡ ያኩሪ ፡ ቅርስ ፡ ባለቤት ፣ የተፈጥሮ ፡ ጸጋ ፡ የጀግና ፡ ሕዝብ ፡ እናት ። እንጠብቅሻለን ፡ አለብን ፡ አደራ ፣ ኢትዮጵያችን ፡ ኑሪ ፡ እኛም ፡ ባንቺ ፡ እንኩራ ።, | Yäzégennät keber bä-Ityopp’yachen s’änto; Tayyä hezbawinnät dar eskädar bärto. Läsälam läfeteh lähezboch näs’annät, Bä’ekkulennät bäfeqer qomänal bandennät. Mäsärätä s’enu säbe’enan yalsharen; Hezboch nän läsera bäsera yänoren. Denq yäbahel mädräk yakuri qers baläbêt, Yätäfät’ro s’ägga yäjägna hezb ennat; Ennet’äbbeqeshallän alläbben adära; Ityopp’yachen nuri eññam banchi ennekura,! | Йәзегыннәт кыбыр бә-Итёԥԥячын цәнто Таййә хызбавиннәт дар ыскәдар бәрто. Ләсәлам ләфытых ләхызбоч нәцаннәт; Бәыккулыннәт бәфықыр қомәнал быандыннәт. Мәсәрәтә цыну сәбыынан ялшарын; Хызбочнән ләсыра бәсыра йәнорын. Дынқ йәбахыл мәдрәк якури қырс баләбет; Йәтәфәҭро цәгга йәҗәгна хызб ыннат; Ынныҭәббықышаллән алләббын адәра; Итёԥԥячын нури ыңңам банчи ынныкура! | [jə.ze.gɨn.nət kɨ.βɨɾ bəi̯.tjo.pʼja.t͡ʃɨn t͡s’ən.to] [ta.jə hɨz.ba.win.nət daɾ ɨs.kə.daɾ bəɾ.to ǁ] [lə.sə.lam lə.fɨ.tɨh lə.hɨz.bot͡ʃ nə.t͡s’an.nət \|] [bəɨ̯k.ku.lɨn.nət bəf.k’ɨɾ k’o.mə.nal ban.dɨn.nət ‖] [mə.sə.ɾə.tə t͡s’ɨ.nu sə.βɨː.nan jal.ʃa.ɾɨn \|] [hɨz.bot͡ʃ nən lə.sɨ.ɾa bə.sɨ.ɾa jə.no.ɾɨn ǁ] [dɨnk’ jə.βa.hɨl məd.ɾək ja.k(u)ɾi k’ɨɾs ba.lə.βet ǀ] [jə.tə.fət’.ɾo t͡s’əg.ga jə.d͡ʒəg.na hɨzb ɨn.nat ǀ] [ɨnː.t’əb.bɨ.k’ɨ.ʃal.lən al.ləb.bɨn a.də.ɾa ǀ] [i.tjo.p’ja.t͡ʃɨn nu.ɾi ɨɲ.ɲam ban.t͡ʃi‿(ɨ)n.nɨ.k(u)ɾa ‖] |

### Traduction française
Le respect pour la citoyenneté est fort en notre Éthiopie ;
La fierté nationale est visible, brillant d'un côté à l'autre.
Pour la paix, pour la justice, pour la liberté des peuples
Dans l'égalité et dans l'amour nous nous tenons unis.
Société de base, nous n'écartons pas l'humanité ;
Nous sommes un peuple qui vit par le travail
Merveilleuse est la tradition, la maîtresse du fier héritage,
La mère de la vertu naturelle, mère d'un peuple valeureux.
Nous te protégerons – nous avons un devoir ;
Notre Éthiopie, vis ! Et laisse nous être fière de toi !